# Копта, Вацлав (скрипач)
Вацлав Копта (чеш. Václav Kopta; 21 марта 1845, Кожланы, ныне Пльзенский край, Австрийская империя, — 16 июля 1916, Санта-Моника, Калифорния, США) — чешский скрипач.
Окончил Пражскую консерваторию (1864), затем совершенствовался под руководством Фердинанда Лауба. В 1866 году отправился для концертной деятельности в США, играл в Нью-Йоркском филармоническом оркестре под руководством Теодора Томаса, затем гастролировал по стране в составе антрепризы Макса Стракоша, дав в общей сложности около 400 концертов. Обосновавшись в Филадельфии, на протяжении трёх лет преподавал. В 1872 году женился на Флоре Полине Уилсон, родственнице будущего президента США Вудро Вильсона, и вместе с женой вернулся в Чехию. В Праге был известен, главным образом, как ансамблист — в частности, участвовал в премьере фортепианного квартета № 1 Op. 23 Антонина Дворжака (Прага, 16 декабря 1880). Занимался также преподавательской деятельностью.
Вернувшись в США, Копта открыл музыкальную школу в Сан-Франциско. После того, как школа и дом Копты были полностью разрушены землетрясением 1906 года, перебрался в Лос-Анджелес и продолжил работу там. В 1914 году отошёл от активной деятельности.